# Модель Алонсо
Модель Алонсо (англ. bid rent theory) — просторова модель міста, яку 1964 року розробив американський економіст Вільям Алонсо на основі моделі Тюнена, адаптована до ринку міської землі за аналогією зі сільською, де місто розглядається як центральний діловий район, навколо якого розселяються робітники, і в ньому йде конкуренція за землю між різними видами її застосування: офіси, магазини та житло. У фірм та домогосподарств є своя функція ставки оренди — готовність платити за розташування відносно центру міста.

## Історія створення
Вільям Алонсо 1964 року в роботі «Розташування та землекористування. До загальної теорії земельної ренти» розробив модель земельного ринку в місті та його передмістях на основі моделі Тюнена, запропонованої ще в 1826 року, адаптував її до ринку міської землі (за аналогією зі сільською). У місті, як і в селі, йде конкуренція за землю між різними видами її застосування: офіси, магазини, житло.

## Припущення
Модель включає припущення моделі Тюнена, а також низку специфічних припущень:
- місто представляється як центральний діловий район (ЦДР), навколо якого розселяються робітники;
- є досконала конкуренція між землекористувачами за доступ до найдоступніших земель;
- держава не входить у цю модель;
- транспорт завжди доступний у всьому місті, транспортні витрати розраховуються через функцію відстані між місцями в місті;
- уподобання фірм та домогосподарств визначаються функцією ставки оренди, яка показує готовність платити за розташування відносно центру міста у формі концентричних кілець землекористування.
- спочатку будинки та будівлі бідних розташовані на самій околиці міста, оскільки це єдине місце, яке вони можуть собі дозволити, при цьому малозабезпечені сім'ї можуть жертвувати більшою житловою площею з метою розширення доступу до зайнятості.

## Поведінка домогосподарств
Багато домогосподарств надають перевагу компромісу між доступністю до ЦДР і можливістю купити більше землі за ті ж гроші на околицях міст, де ставка оренди нижча, тому зростає попит і ціна на землю в передмістях великих міст. Формується субурбанізація, коли межі міста розширюються, а густота населення знижується. В. Алонсо вважав, що переміщення населення з міста пов'язане зі зростанням доходів та розширенням транспортної інфраструктури. Зростання доходів викликає зростання попиту на розмір ділянки, а зниження транспортних витрат знижує переваги домогосподарств жити ближче до центру.
Дохід домогосподарств витрачається на транспортні витрати, на платежі за оренду землі та інші товари:
{\displaystyle y=z+P(t)q+k(t)},
де {\displaystyle y} — дохід домогосподарств, {\displaystyle k(t)} — параболічна функція транспортних витрат, яка в міру віддалення від центру буде повільно зростати, а по досягненню певної точки темп зростання зросте, а {\displaystyle t} — відстань до центру міста, {\displaystyle P(t)q} — витрати на землю, де {\displaystyle q} — площа землі, {\displaystyle P(t)} — гіперболічна функція орендних платежів за одиницю площі, яка знижується в міру віддалення від центру, {\displaystyle z} — витрати на інші товари та послуги, які за невеликому віддалення від центру зростатимуть за рахунок економії від орендних платежів навіть за мінусом від незначного збільшення транспортних витрат, а за значного віддалення споживання інших товарів знижуватиметься для компенсації транспортних витрат.
У моделі допускається, що домогосподарства відвідують центр міста, а саме відвідування спричиняє їм дискомфорт (від'ємну граничну корисність), тоді щоб корисність залишалася сталою, площа земельної ділянки зростає за фіксованих витрат на інші товари, функція {\displaystyle q(t)} — увігнута. Якщо відстань до центру фіксована, то функція {\displaystyle q(t)} гіперболічна, тобто розмір ділянки та витрати на решту споживання поводяться як звичайні товари замінники, якщо розмір ділянки фіксований, то дискомфорт компенсується споживанням додаткового обсягу інших товарів. При цьому {\displaystyle qP(t)>k(t)}, тобто при віддаленні від центру економія на орендних платежах перевищує транспортні витрати на суму компенсації за дискомфорт. Функція орендної ставки (англ. Bid-price) для домогосподарств показує ренту, яку готові платити домогосподарства за заданого рівня корисності та різного віддалення від міста при мінімізації витрат:
{\displaystyle p_{z}z+p_{i}(t)q+k(t)} → min (z, q,t) при {\displaystyle u(z,q,t)=u_{0}} ,
де {\displaystyle P_{i}(t)} — функція орендної ставки домогосподарства {\displaystyle i} за повного витрачання доходу {\displaystyle y}.
Умови оптимуму:
{\displaystyle u_{q}/u_{z}=p_{i}(t)/p_{z}} ,
{\displaystyle u_{t}/u_{z}=(qp_{it}(t)+k_{t}(t))/p_{z}} .

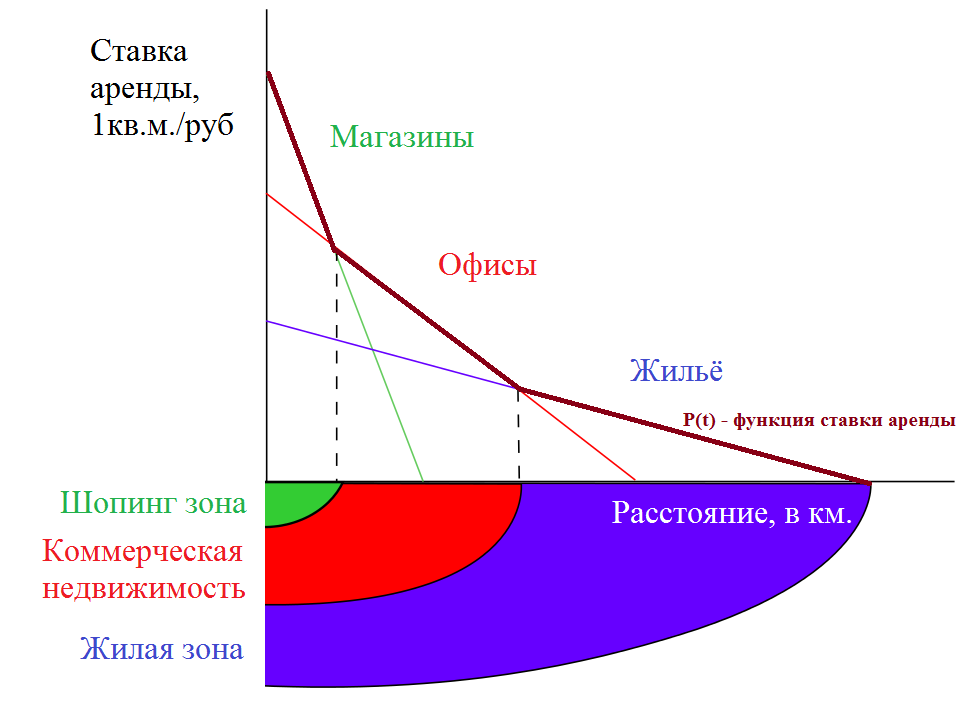
Модель Алонсо

Звідси, гранична норма заміщення розміру ділянки {\displaystyle q} товаром {\displaystyle z} дорівнює відношенню їхніх цін, а гранична норма заміщення віддаленості від центру {\displaystyle t} товаром {\displaystyle z} дорівнює відношенню граничної зміни витрат на землю та транспорт до ціни товару {\displaystyle z}. Нахил функції {\displaystyle P_{i}(t)}, готовність платити за землю, зменшується з віддаленням від міста за фіксованого доходу та рівня корисності і дорівнює
{\displaystyle P_{it}(t)=P_{z/q}*{u_{t}/u_{z}}-1/q*{k_{t}(t)}} <0.
На графіку «Модель Алонсо» межа міста вказується рентою, що дорівнює функції сільської ренти, і найбільш плоска функція відповідає розміщенню фермерських домогосподарств із мінімальною ціною на землю. Ближче до центру вже розміщуються домогосподарства, формуючи житлову зону, а наступна за значенням кута нахилу кривої функції ставки оренди ділянка, це офісні приміщення. У центрі розміщуються лише магазини. Кожна з Bid-price функцій ставки оренди також задає розмір ділянки, яку займе домогосподарство за заданої відстані до центру і ціни на землю .

## Поведінка фірм

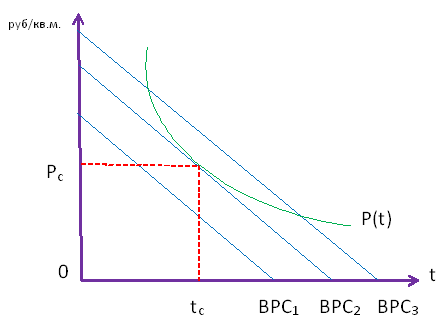
Рівновага фірми в моделі Алонсо

Для фірм також будується крива ставки оренди (ВРС), максимізуючи прибуток:
{\displaystyle G=V-C-R},
де {\displaystyle G} — прибуток, {\displaystyle V=V_{t,q}} — виручка, що від'ємно залежить від відстані до центру {\displaystyle t}, та додатно від площі землі, {\displaystyle C=C(V_{t,q})} — операційні витрати, що залежать від розміру бізнесу, тобто виручки, від відстані до центру та розміру ділянки землі, {\displaystyle R=P(t)q} — рента, рівна добутку ціни землі та площі ділянки.
Функція орендної ставки для фірм — крива ВРС, уздовж якої прибуток фірми залишається незмінним, а для різних рівнів прибутку існують різні функції, що не перетинаються ВРС1, ВРС2, ВРС3. При ВРС1 прибуток більший, ніж за ВРС2 і ВРС3, оскільки за ВРС1 вартість землі нижча за фіксованої відстані до центру. Фірма розміщується в точці (Pc, tc) — точці дотику функції ВРС та кривої ринкової ціни на землю {\displaystyle P(t)}, де максимізується прибуток.

## Застосування
Модель дозволяє досліджувати розміщення та щільність населення в містах. Так, зростання середніх доходів населення призводить до концентрації бідних верств населення в центральній частині міста, оскільки у зв'язку з розвитком НТП, розвитком інфраструктури, комфортністю поїздок та розширенням корисності проживання у великих площах (котеджах) дискомфорт прямує до нуля, а отже крива ставки оренди для домогосподарств стає пологою. Ціни в передмісті зростають через уподобання багатих мешканців, а ціни в центрі падають. Транспортна доступність починає виступати як неповноцінне благо, оскільки попит на неї знижується зі зростанням доходу. Розвивається процес субурбанізації, що визначає, насамперед, зниження густоти населення, а не зростання його чисельності.
Подальший розвиток цієї моделі спричинив виникнення нового напряму досліджень — економіки міста.

## Критика моделі
Модель має низку слабких місць. По-перше, сучасні міста мають кілька центрів, а модель Алонсо насамперед моноцентрична модель. По-друге, модель Алонсо передбачає значно менше переміщень містом, ніж спостерігається фактично. Крім того, ця модель не пояснює наявності негативної залежності між градієнтом густини та розміром міст. Нарешті, у моделі зовсім відсутня функція пропозиції нерухомості.